# Daifuku
Daifukumochi (大福餅?) [daifukumochi], o daifuku (大福?) [daifuku] in breve, significa letteralmente “grande fortuna” ed è un dolce giapponese composto da un piccolo mochi (dolce di riso glutinoso), farcito di ripieno dolce, di solito "anko", pasta dolcificata a base di fagioli rossi azuki.

## Preparazione
Il daifuku esiste in varie forme. La più comune è il mochi (pasta di riso dolce) di colore bianco, verde pallido o rosa pallido, farcito di anko (pasta dolce di fagioli rossi). Si trovano di solito in due formati, uno del diametro di circa 3 cm, l'altro grande quanto il palmo di una mano. Alcune versioni contengono pezzi di frutta interi, misture di frutta e anko o pasta di melone. Quasi tutti i daifuku sono coperti da un sottile strato superficiale di amido di mais o taro per impedire che si attacchino fra loro o alle dita. Alcuni sono ricoperti di zucchero a velo.

## Storia
I daifuku erano chiamati originariamente harabuto mochi (腹太餅?), ossia dolce di riso dalla pancia gonfia, per il caratteristico ripieno. Più tardi il nome fu cambiato in daifuku mochi (大腹餅?), ossia dolce di riso dalla grande pancia. Essendo poi la pronuncia di “pancia” e “fortuna” la stessa in giapponese fuku (腹?), il nome fu cambiato successivamente in daifuku mochi (大福餅?) con il significato di “dolce di riso della grande fortuna”, assimilandolo quindi a un portafortuna.
Verso la fine del diciottesimo secolo il daifuku diventò popolare e si iniziò a mangiarlo tostato. Veniva usato anche come regalo in occasione di una cerimonia.

## Varietà

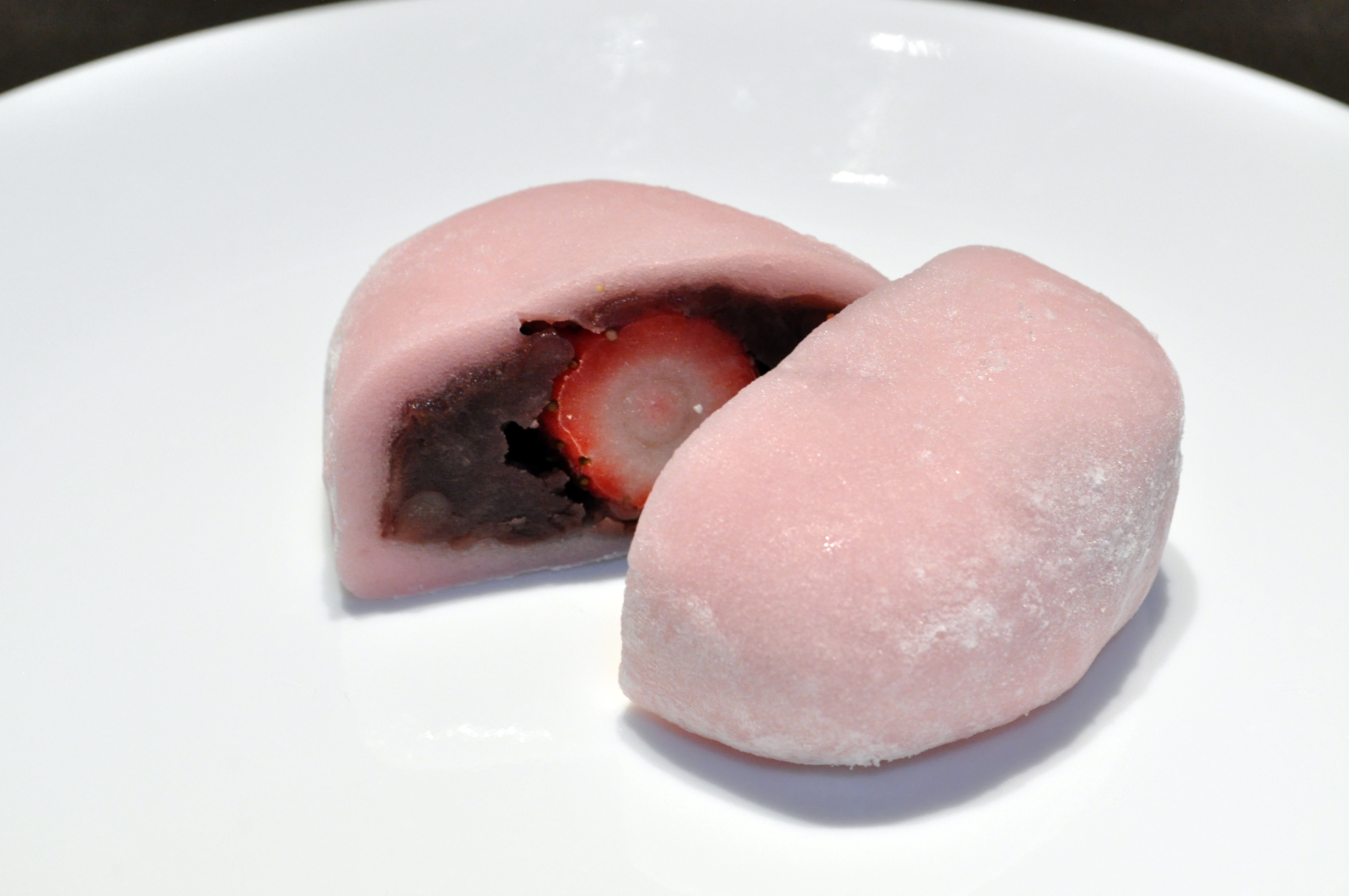
Ichigo daifuku

- Risshun daifuku (立春大福) è un daifuku collegato al risshun, ossia il primo giorno di primavera giapponese.[2]
- Yomogi daifuku (蓬大福?) è una varietà conosciuta anche col nome di kusa mochi (草餅?); è un mochi all'aroma di artemisia (yomogi) il quale gli conferisce il caratteristico colore verde (infatti kusa significa erba).
- Ichigo daifuku (イチゴ大福?) è una varietà inventata negli anni '80, che contiene fragola (ichigo) e ripieno dolce, di solito anko, in un piccolo mochi rotondo. A volte per il ripieno si usano anche creme dolci. Dato che è a base di fragola, questo mochi solitamente viene mangiato in primavera. Molte pasticcerie affermano di aver inventato questa variante, quindi la sua origine è piuttosto vaga.
- Yukimi Daifuku (雪見だいふく?) è una marca di gelato di mochi prodotta dall'azienda Lotte.